# Byalahalli, Malur
Byalahalli là một làng thuộc tehsil Malur, huyện Kolar, bang Karnataka, Ấn Độ.